# Marton cum Grafton
Marton cum Grafton – civil parish w Anglii, w North Yorkshire, w dystrykcie (unitary authority) North Yorkshire. W 2011 civil parish liczyła 503 mieszkańców.